# Hermannia texana
Hermannia texana är en malvaväxtart som beskrevs av Asa Gray. Hermannia texana ingår i släktet Hermannia och familjen malvaväxter. Inga underarter finns listade i Catalogue of Life.